# Лундберг, Одд
Одд Лундберг (норв. Odd Lundberg; 3 октября 1917, Брандбу, Оппланн — 7 марта 1983, Осло) — норвежский конькобежец, серебряный призёр Олимпийских игр 1948 года на дистанциях 5000 метров и бронзовый призёр на дистанции 1500 метров, чемпион мира в классическом многоборье 1948 года, серебряный призёр чемпионата мира 1950 года и бронзовый призёр 1949 года, бронзовый призёр чемпионата Европы 1948 года, чемпион Норвегии в классическом многоборье (1948).

## Биография
Одд Лундберг выступал на соревнованиях по конькобежному спорту в течение 25 лет. Самый успешный отрезок его спортивной карьеры пришёлся на послевоенные годы. В 1946 году Одд Лундберг победил на неофициальном чемпионате мира. В 1948 году завоевал две медали на Олимпиаде-1948, стал чемпионом мира, завоевал бронзу на чемпионате Европы, стал чемпионом Норвегии. В 1949 и 1950 Одд Лундберг становился призёром чемпионатов мира. На международных соревнованиях последний раз он участвовал в 1958, установив при этом личные достижения на дистанциях 3000, 5000 и 10 000 метров. В 1961 году в возрасте 43 года он последний раз участвовал в чемпионате Норвегии и не отобрался на заключительную дистанцию.

## Спортивные достижения
| Год  | Чемпионат Европы | ЧМ многоборье | Олимпийские игры              |
| ---- | ---------------- | ------------- | ----------------------------- |
| 1947 |                  | NC16          |                               |
| 1948 | 3                | 1             | 1500 м · 5000 м · 7e 10 000 м |
| 1949 | 7e               | 3             |                               |
| 1950 |                  | 2             |                               |

NC = не отобрался на заключительную дистанцию